# Еленія тепуйська
Еле́нія тепуйська (Elaenia olivina) — вид горобцеподібних птахів родини тиранових (Tyrannidae). Мешкає на Гвіанському нагір'ї. Раніше вважалася конспецифічною з андійською еленією, однак за результатами молекулярно-генетичного дослідження була визнана окремим видом.

## Підвиди
Виділяють два підвиди:
- E. o. olivina Salvin & Godman, 1884 — тепуї на південному сході Венесуели і на заході Гаяни;
- E. o. davidwillardi Dickerman & Phelps Jr, 1987 — Піку-да-Небліна (південна Венесуела і північна Болівія).

## Поширення і екологія
Тепуйські еленії мешкають в тепуях на південному сході і півдні Венесуели, а також в сусідніх районах північної Бразилії і західної Гаяни. Вони живуть у вологих гірських тропічних лісах і високогірних чагарникових заростях, а також в рівнинних тропічних лісах, чагарникових заростях і на пасовищах. Зустрічаються на висоті від 1000 до 3650 м над рівнем моря.